# Villa Bråvalla

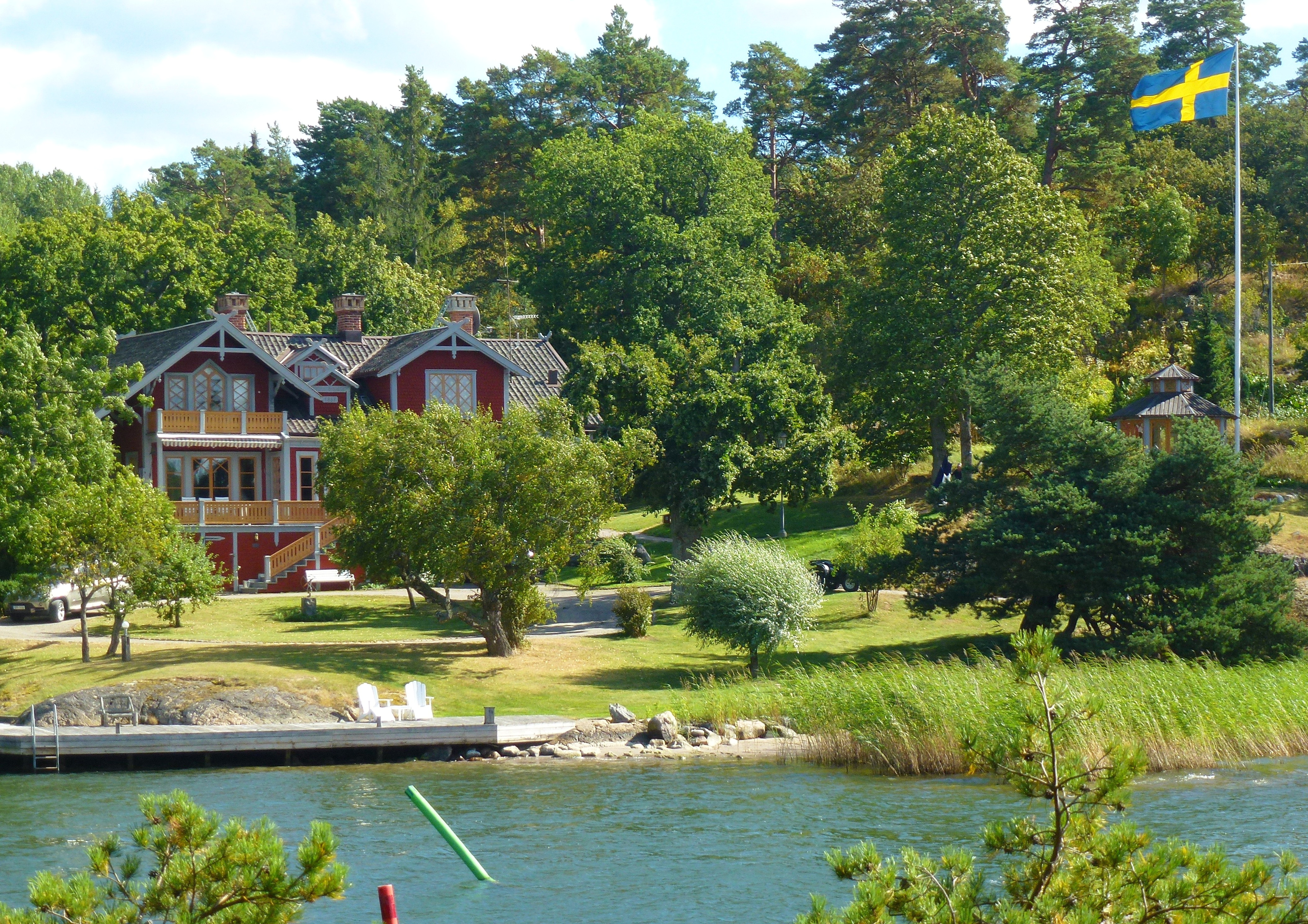
Bråvalla vid Farstaviken, 2015.

Villa Bråvalla är en tidigare sommarvilla vid Farstaviken med adress Farsta Slottsväg 14 strax väster om Gustavsberg i Värmdö kommun. Villan  byggdes 1867 och räknas som en av Sveriges första villor i fornnordisk arkitekturstil. Vid villans tillkomst medverkade några av Sveriges främsta arkitekter och konstnärer.

## Historik

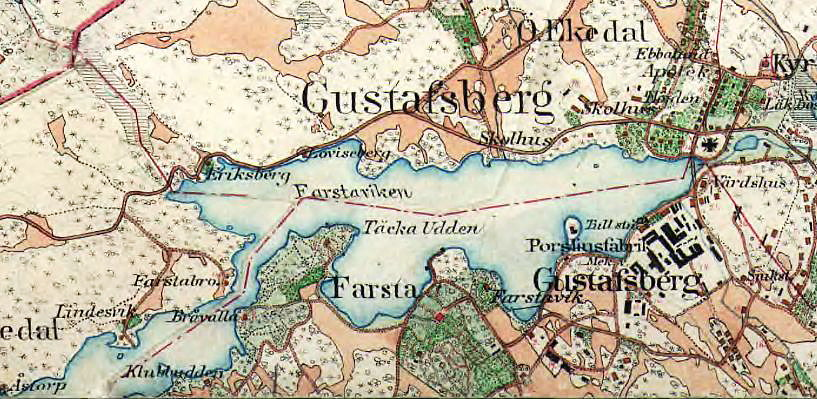
Inre delen av Farstaviken med Bråvalla, Täcka udden, Farsta slott och Gustavsberg omkring sekelskiftet 1900.

Villa Bråvalla uppfördes vid Farstavikens smalaste och grundaste ställe, där fram till 1860-talet fanns en flottbro. Villan var ett av de många sommarnöjen som började byggas av främst Stockholms borgerskap längs Farstavikens ständer under 1800-talets andra hälft.
Villa Bråvalla byggdes 1867 för industrimannan Samuel Godenius dotter Selma (1843–1916) med familj. Tidigare på 1860-talet hade Godenius äldsta dotter Emma Charlotta (1839–1875) fått en sommarvilla på närbelägna Täcka udden i samband med sitt giftermål med läkaren Carl Jacob Rossander 1862. Godenius själv flyttade år 1845 in i Farsta-godset, som han ärvt av sin farbror Erik Gustav Godenius. År 1852 tog han även över Gustavsbergs porslinsfabrik, grundade 1858 Marma Sågverks AB och var i mitten av 1870-talet en mycket förmögen man.
Dottern Selma var gift med Axel Key, professor vid Karolinska institutet och stor anhängare av den fornnordiska kulturen. Villan ritades troligen av husägaren Key själv tillsammans med arkitekten Johan Erik Söderlund och förmodligen var även arkitekt Magnus Isæus involverad i både den exteriöra som den interiöra utformningen. Möjligtvis ritade Isæus villans möblemang, som i dag återfinns på Nordiska museet, i fornnordisk stil. För den invändiga dekoren med vikingamotiv stod Fredrik Wilhelm Scholander, August Malmström och Mårten Eskil Winge.
Villans fasader är klädda med rödmålad fjällpanel och snickerierna är målade i ljus blågrå respektive varmgul kulör. På södra gaveln märks en balkong som har kolonner inspirerade av stavkyrkor. Vindskivorna är smyckade med korsade drakhuvuden ovanför gavelröstet.
Bara ett hundratal meter väster om Villa Bråvalla ligger Villa Täcka udden som Samuel Godenius lät uppföra 1862 åt sin äldsta dotter Emma Charlotta (1839–1875) med familj.

## Bilder

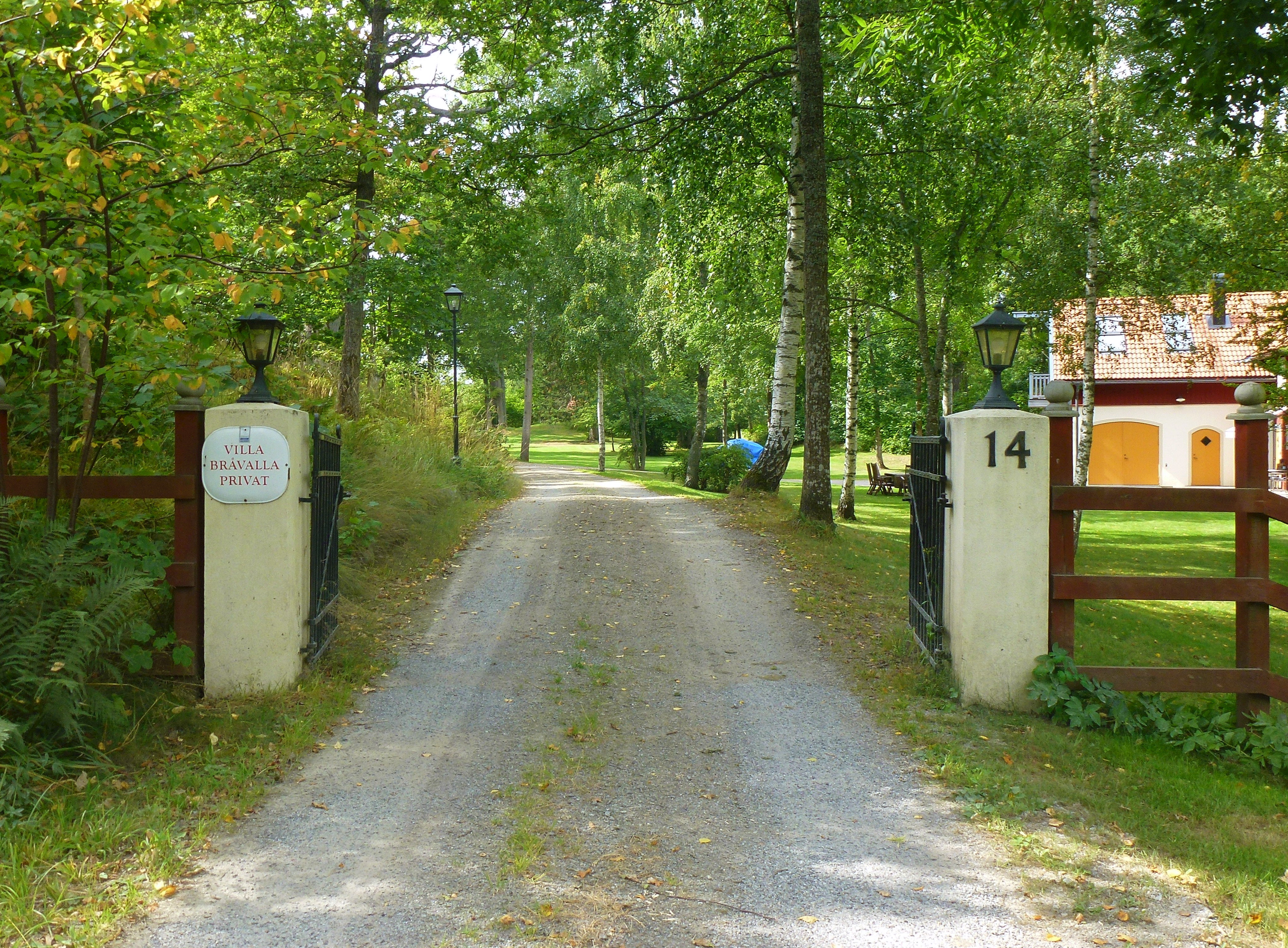
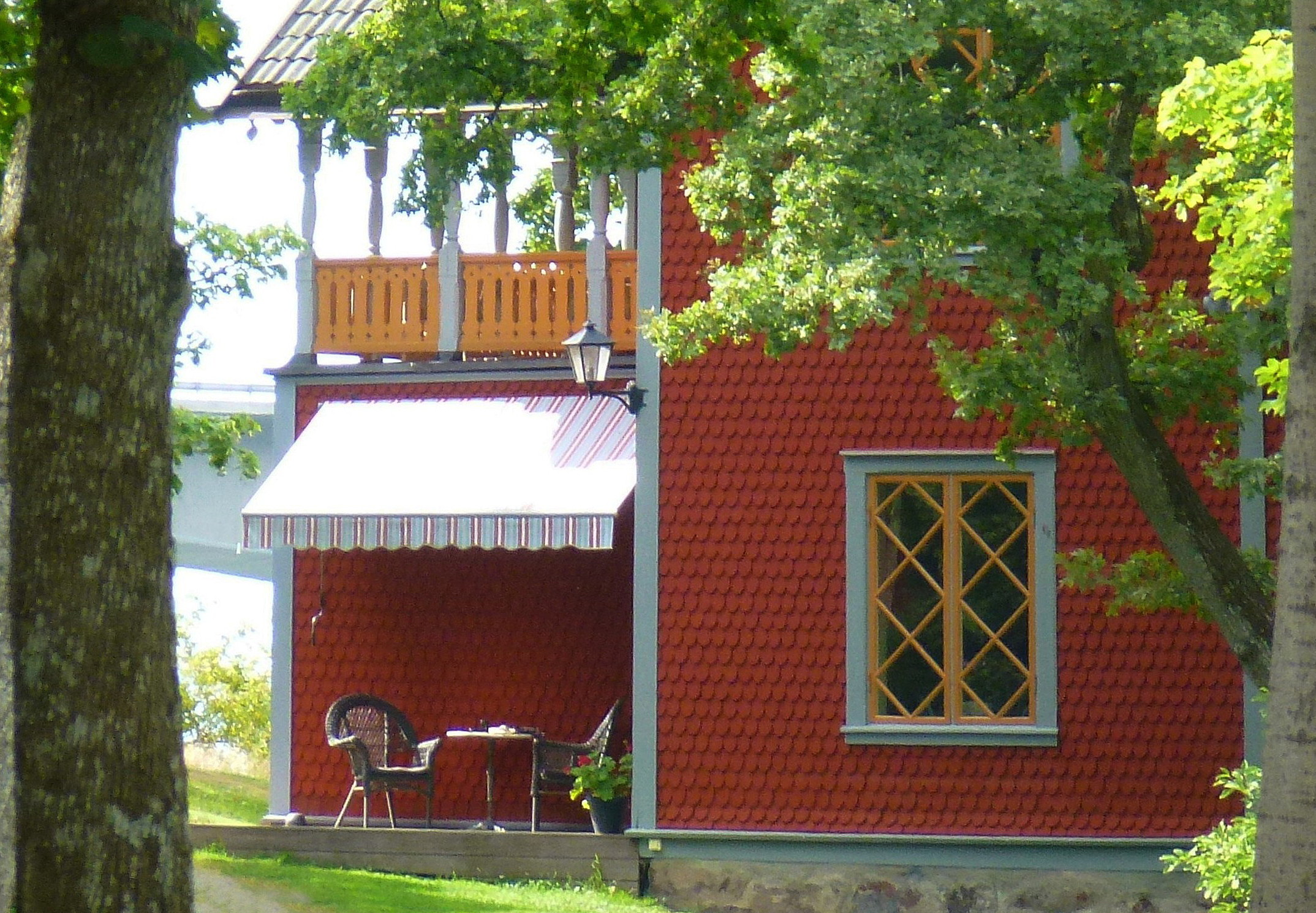
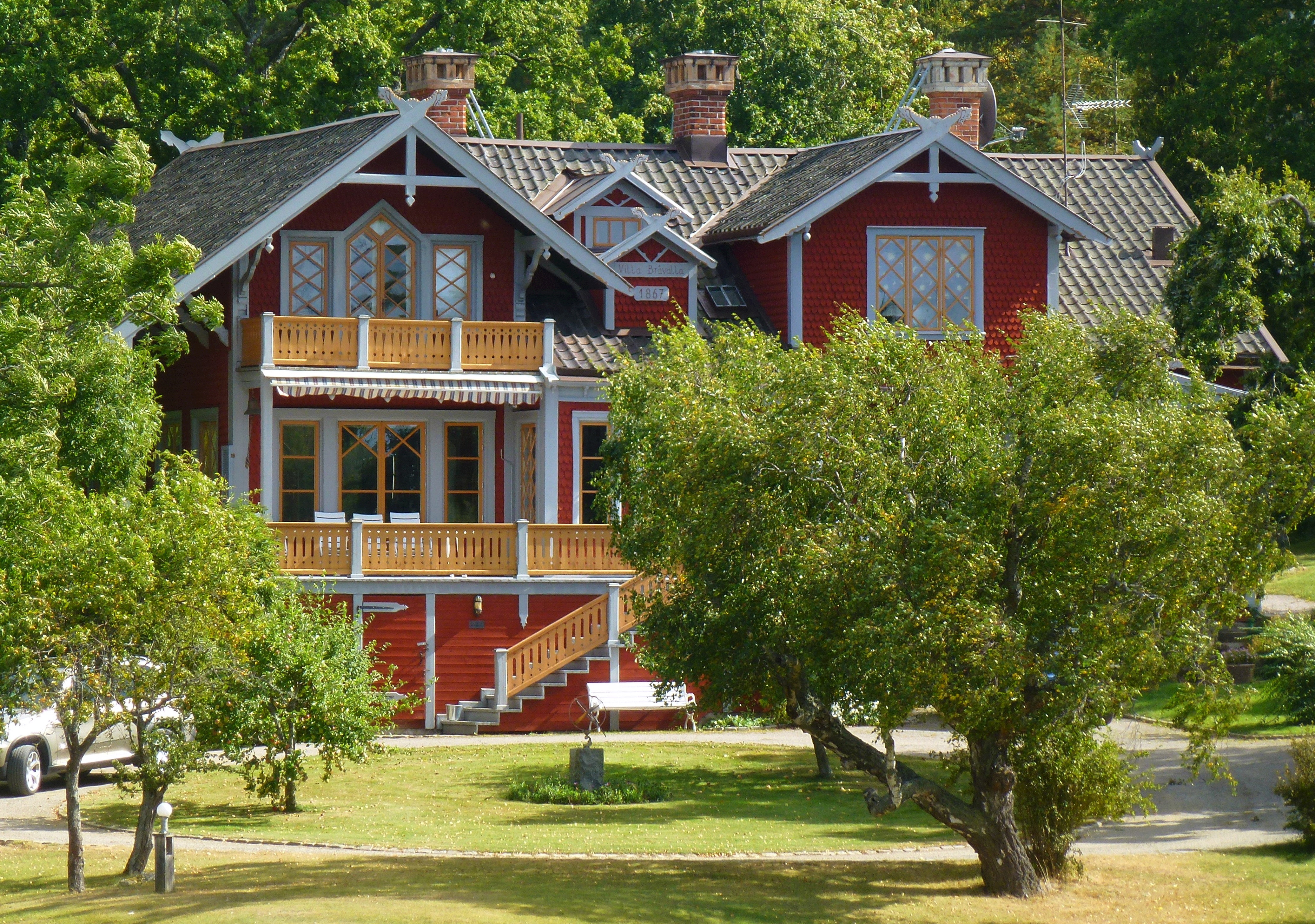
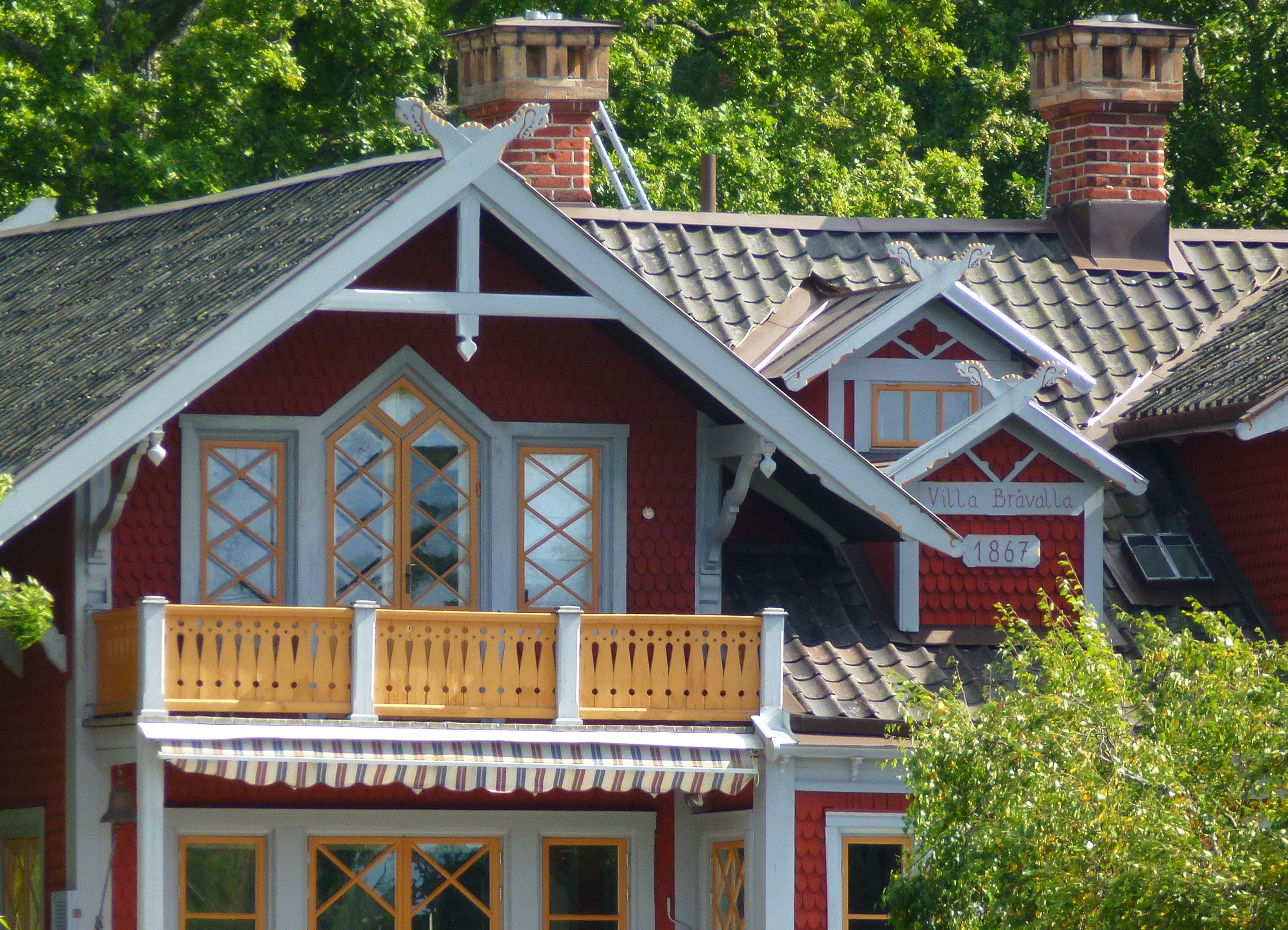